# Olomouc-město
Olomouc-město is een wijk en, onder de naam Olomouc, kadastrale gemeente in de statutaire stad Olomouc in Tsjechië. De wijk wordt voor een groot deel gevormd door het historische centrum van de stad en veel van de historische bezienswaardigheden (o.a. het stadhuis met het astronomisch uurwerk van Olomouc, de burcht van Olomouc met de Sint-Annakerk en de Zuil van de Heilige Drie-eenheid) en musea (o.a. het Vlastivědné muzeum v Olomouci) liggen daarom in de wijk. In de kadastrale gemeente liggen de stations Olomouc-Nová Ulice en Olomouc-Smetanovy sady. Het station vernoemd naar de stad, station Olomouc město, ligt net buiten de kadastrale gemeente.

## Aanliggende kadastrale gemeenten
| Aanliggende kadastrale gemeenten | Aanliggende kadastrale gemeenten | Aanliggende kadastrale gemeenten | Aanliggende kadastrale gemeenten | Aanliggende kadastrale gemeenten |
| -------------------------------- | -------------------------------- | -------------------------------- | -------------------------------- | -------------------------------- |
|                                  |                                  | Lazce, Klášterní Hradisko        |                                  | Pavlovičky                       |
|                                  |                                  |                                  |                                  |                                  |
| Nová Ulice                       | Bělidla                          |                                  |                                  |                                  |
|                                  |                                  |                                  |                                  |                                  |
|                                  |                                  | Povel, Nové Sady                 |                                  | Hodolany                         |

Bělidla ·
Černovír ·
Droždín ·
Chomoutov ·
Chválkovice ·
Hejčín ·
Hodolany ·
Holice ·
Klášterní Hradisko ·
Lazce ·
Lošov ·
Nedvězí ·
Nemilany ·
Neředín ·
Nová Ulice ·
Nové Sady ·
Nový Svět ·
Olomouc-město ·
Pavlovičky ·
Povel ·
Radíkov ·
Řepčín ·
Slavonín ·
Svatý Kopeček ·
Topolany ·
Týneček